# Daphne Rubin-Vega
Daphne Rubin-Vega (nacida Vega; nacida el 18 de noviembre de 1969) es una actriz, bailarina y cantautora panameña-estadounidense. Es conocida por haber interpretado los papeles de Mimi Márquez en el estreno de 1996 del musical de Broadway Rent y Lucy en el estreno de 2007 de la obra Off-Broadway Jack Goes Boating.
Rubin-Vega también apareció como Agnes, publicista de Bombshell, en la segunda temporada de la serie de televisión Smash (2012) y como Luisa López en la serie de televisión Katy Keene (2020). En 2021, Rubin-Vega interpretó a Daniela, dueña de un salón, en la adaptación cinematográfica de In the Heights de Lin-Manuel Miranda. En 2024, prestó su voz a Carmilla Carmine en la serie animada musical para adultos Hazbin Hotel.

## Primeros años
Rubin-Vega nació en Ciudad de Panamá, Panamá, hija de Daphine Corina, enfermera, y José Mercedes Vega, carpintero. Su padrastro Leonard Rubin era escritor. También tiene ascendencia afrobarbadense por parte de su madre. Su madre se mudó de Panamá a Estados Unidos con sus hijos cuando Daphne tenía sólo dos años y murió ocho años después.
Rubin-Vega estudió teatro en New LAByrinth Theatre Company y en William Esper Studio . También actuó con el grupo de comedia El Barrio USA.

## Carrera

### Renty Broadway
Mientras actuaba con El Barrio USA, Rubin-Vega consiguió una audición para un nuevo musical escrito y compuesto por Jonathan Larson. El papel era para el musical de Broadway Rent, y el papel era de Mimi Márquez, una joven adicta a la heroína VIH positiva de diecinueve años que trabaja en el Cat Scratch Club como bailarina exótica. Antes de conseguir el papel, Rubin-Vega afirma que no era una gran fanática del teatro musical. La actriz en apuros audicionó para el director musical Tim Weil cantando "Roxanne" de The Police. Luego le entregaron un número original de la producción y le dijeron que lo aprendiera.
Rubin-Vega actuó en el taller original antes de que la obra llegara a Broadway. En ese momento, el guion era muy diferente a la versión actual. Desarrolló el papel hasta su estreno en Broadway el 29 de abril de 1996. Dejó el elenco el 5 de abril de 1997 y fue reemplazada por Marcy Harriell. Rubin-Vega no participó en la adaptación cinematográfica de Rent, ya que estaba embarazada en el momento del casting y rodaje de la película. El papel recayó posteriormente en Rosario Dawson. Uno de sus compañeros de reparto fue Wilson Jermaine Heredia, con quien también protagonizó la película Flawless de 1999.
Rubin-Vega tiene dos nominaciones al premio Tony en su haber: Mejor actriz principal en un musical por su actuación en Rent, y Mejor actriz de reparto en una obra de teatro por su interpretación de Conchita en Anna in the Tropics (2003). Ganó el Premio Mundial del Teatro en 1996 por Rent . También recibió el premio Blockbuster a la mejor actriz de reparto en un thriller de suspenso por su papel en la película Wild Things.
Más tarde apareció en la producción de Broadway de 2000 de The Rocky Horror Show en el papel de Magenta. Continuó el papel durante los ataques terroristas de 2001 en Nueva York, y en 2005, Rubin-Vega contó más tarde en una entrevista con Fox News que el teatro había pasado de agotar entradas a apenas vender entradas: "Pasó de llenarse a prácticamente dos personas."
Protagonizó junto a Phylicia Rashad una versión musical de La casa de Bernarda Alba de Federico García Lorca en el Lincoln Center en marzo de 2006. Interpretó el papel de Fantine en el revival de Broadway del popular musical Les Misérables en 2006 a partir del 9 de noviembre. El 2 de marzo de 2007 fue sustituida por Lea Salonga.

### Carrera posterior:Jack Goes Boatingy otras producciones
En febrero de 2007, Daphne Rubin-Vega actuó junto a Philip Seymour Hoffman en la obra Jack Goes Boating off-Broadway en el Teatro Público. Apareció en un cameo en el largometraje de 2008 Sex and the City.
En noviembre de 2010, recibió una nominación a los Premios Independent Spirit, por retomar su papel en la adaptación cinematográfica de Jack Goes Boating. Protagonizó Off-Broadway como Yvette en el estreno mundial de Blood From A Stone de Tommy Nohilly en el Acorn Theatre de The New Group hasta el 19 de febrero de 2011. Apareció en el elenco Off-Broadway de Love, Loss, and What I Wore del 23 de marzo al 24 de abril de 2011. Más tarde ese año, el largometraje Union Square, coescrito y dirigido por la ganadora del Gran Premio del Jurado del Festival de Cine de Sundance, Nancy Savoca, se estrenó en el Festival Internacional de Cine de Toronto. En la primavera de 2012, Rubin-Vega regresó a Broadway en una nueva reposición de Un tranvía llamado Deseo de Tennessee Williams, interpretando el papel de Stella Kowalski junto a Blair Underwood como Stanley.
El 25 de octubre de 2016, Rubin-Vega interpretó a Beatriz en el estreno mundial de Miss You Like Hell, un nuevo musical de Quiara Alegría Hudes y Erin McKeown, encargado por – y escenificado en – el teatro de La Jolla. El show se estrenó off-Broadway, en el Newman Theatre del Teatro Público, el 10 de abril de 2018, con Rubin-Vega retomando el papel.
Rubin-Vega desempeñó el papel principal en el podcast de ficción con guion, The Horror of Dolores Roach, que fue lanzado por Gimlet Media en octubre de 2018. La historia, coprotagonizada por Bobby Cannavale como Louis, es una reinvención contemporánea de Sweeney Todd, que utiliza el canibalismo como metáfora de la gentrificación. Dolores Roach es una adaptación de la actuación teatral de Rubin-Vega en la obra unipersonal Empanada Loca. Tanto Empanada Loca como Dolores Roach fueron escritas por el dramaturgo Aaron Mark especialmente para Rubin-Vega, quien dijo en una entrevista con Vulture que "quería profundizar en un personaje que no hemos visto mucho representado en el cañón del terror".
Desde 2020 interpreta el papel de Luisa López, personaje recurrente, en la serie de televisión Katy Keene de The CW. En 2021, interpretó el papel de Daniela en In the Heights, obteniendo elogios de la crítica por su actuación. Su participación en el musical original se remonta a sus producciones Off-Broadway y Broadway, donde prestó la voz del DJ que abre el espectáculo.

## Vida personal
Rubin-Vega está casada con el empresario Thomas Costanzo desde 2002. Ellos tienen un hijo.

## Filmografía

### Películas
| Año  | Título                 | Papel                 | Notas               |
| ---- | ---------------------- | --------------------- | ------------------- |
| 1994 | I Like It Like That    | Jasmine               |                     |
| 1995 | Lotto Land             | Gloria                |                     |
| 1998 | Wild Things            | Gloria Pérez          |                     |
| 1999 | Flawless               | Tia                   |                     |
| 2001 | Skeleton Woman         | Olya                  |                     |
| 2003 | Virgin                 | Frances               |                     |
| 2005 | Alchemy                | Editora Belladona     | Sin acreditar       |
| 2008 | Sex and the City       | Mujer con voz de bebé | Cameo               |
| 2008 | Rachel Getting Married | Invitada de boda      | Sin acreditar       |
| 2010 | Jack Goes Boating      | Lucy                  |                     |
| 2011 | Union Square           | Sara                  |                     |
| 2014 | Emoticon ;)            | Anna                  |                     |
| 2021 | In the Heights         | Daniela               |                     |
| 2021 | The Same Storm         | Lupe Ramírez          |                     |
| 2021 | Tick, Tick... Boom!    | Sunday Legend 14      | Cameo               |
| 2022 | Allswell               | Serene                | También coproductor |
| 2023 | Bucky F*cking Dent     | Eva                   |                     |
| 2023 | Ezra                   | Agente Margo Jenkins  |                     |

### Televisión
| Año  | Título                                          | Papel            | Notas                                             |
| ---- | ----------------------------------------------- | ---------------- | ------------------------------------------------- |
| 1996 | New York Undercover                             | Lydia            | Episodio: "Brown Like Me"                         |
| 1997 | Spin City                                       | Ella misma       | Episodio: "An Affair to Remember"                 |
| 2000 | Happily Ever After: Fairy Tales for Every Child | Little Juanita   | Voz; episodio: "Robinita Hood"                    |
| 2003 | Hey Joel                                        | Michelle Ipanima | Voz; 4 episodios                                  |
| 2007 | Law & Order: Criminal Intent                    | Carmen Mendoza   | Episodio: "Senseless"                             |
| 2013 | Smash                                           | Agnes            | 8 episodios                                       |
| 2019 | Rent: Live                                      | Extra            | Especial; miembro del cast de Broadway            |
| 2019 | Tales of the City                               | Mrs. Rodríguez   | 3 episodios                                       |
| 2020 | Katy Keene                                      | Luisa López      | 9 episodios                                       |
| 2020 | Social Distance                                 | Reina Villareal  | Episodio: "A Celebration of the Human Life Cycle" |
| 2021 | The Blacklist                                   | Delores Knapp    | Episodio: "Balthazar 'Bino' Baker (No. 129)"      |
| 2022 | New Amsterdam                                   | Christy Cummings | Episodio: "No Ifs, Ands or Buts"                  |
| 2023 | Accused                                         | Rose             | Episodio: "Ava's Story"                           |
| 2023 | The Horror of Dolores Roach                     |                  | Solo productor ejecutivo                          |
| 2023 | The Changeling                                  | Sra. Ortiz       | 2 episodios                                       |
| 2024 | Hazbin Hotel                                    | Carmilla Carmine | Voz; recurrente                                   |